# 香港民主發展網絡
香港民主發展網絡為香港政治組織，2002年7月正式註冊成立。「網絡」由多位學者、宗教界、醫生、律師、社工和其他界別人士發起。

## 宗旨
關注平等政治權利的信念與香港民主步伐，提供香港民主運動的聯繫服務網，檢討香港政制和香港民主發展。

## 成員
第三屆執委會成員
- 主席：朱耀明牧師

- 秘書：盧偉明

- 司庫：夏其龍神父

- 委員：張國柱議員、陳洪、陳健民博士、黃鶴鳴、歐耀佳、鄧偉棕

- 學者組組長：馬嶽博士（香港中文大學政政系副教授）